# Perilissus galbipes
Perilissus galbipes är en stekelart som beskrevs av Barron 1992. Perilissus galbipes ingår i släktet Perilissus och familjen brokparasitsteklar. Inga underarter finns listade i Catalogue of Life.